# Bauhinia gypsicola
Bauhinia gypsicola är en ärtväxtart som beskrevs av Mcvaugh. Bauhinia gypsicola ingår i släktet Bauhinia och familjen ärtväxter. Inga underarter finns listade i Catalogue of Life.